# ウラジオストク
ウラジオストク（ロシア語: Владивосток, ラテン文字転写: Vladivostok ヴラヂヴァストーク、ロシア語発音: [vlədʲɪvɐˈstok],  発音, 漢語: 海參崴、拼音: hǎishēnwǎi）は、ロシア沿海州最大の都市で行政の中心地である。日本海の金角湾周辺に位置し、面積は331.16平方キロメートル（127.86平方マイル）、人口は2021年現在で60万871人である。ウラジオストクは、極東連邦管区、および極東ロシア地域において、ハバロフスクに次いで2番目に大きな都市である。
1860年にロシア軍の前哨基地として設立された。1872年、太平洋に面したロシア海軍の主要基地が移設され、以後ウラジオストクは発展していく。1917年のロシア革命勃発後、1918年に外国軍に占領され、日本の最後の撤退は1922年であった。このとき、ウラジオストクの反革命白軍部隊は速やかに崩壊し、ソ連政権が確立された。ソ連崩壊後、ウラジオストクは沿海州の行政の中心地となった。
ウラジオストクは太平洋に面したロシア最大の港であり、ロシア極東の経済、科学、文化の中心地であり、ロシアにおける重要な観光地でもある。シベリア鉄道の終着駅として、2017年には300万人を超える観光客が訪れた。極東連邦管区の行政の中心地であり、ロシア海軍の太平洋艦隊の司令部が置かれている。その地理的位置とロシア文化から、「極東のヨーロッパ」とも呼ばれている。ウラジオストクには多くの外国領事館や企業がオフィスを構えており、毎年東方経済フォーラムが開催されている。ウラジオストクの年間平均気温は約5℃と、中緯度の海岸沿いの都市としては寒冷な気候である。これは、冬に広大なユーラシア大陸から吹く風が、海水温を下げるためである。

## 名称
Владивостокという言葉は、「ヴラジ- (влади)」と「ヴォストーク (восток)」から成っており、「ヴォストーク」は「東」を意味し、「ヴラジ-」は「領有・支配する、物件を自由に使う、制御する」を意味する動詞「владеть （ヴラヂェーチ）」からきている。
この名称は「東方を支配する町」を意味するが、その名のとおり、ウラジオストクはロシアの極東政策の拠点となる軍事・商業都市であった。これは、ロシアの古い都市ウラジーミル（公・大公の名に由来）に範を取った名称であるためで、ほかにも同時期に作られたウラジカフカス（カフカースを支配する町）などがある。また、しばしば「東方を支配せよ（Rule the East）」、「東方の支配者（Lord of the East）」、「東方の覇者（Conqueror of the East）」とも解釈される。
日本語のカナ音記ではさまざまな表記が見られ、ウラジオストク、ウラジオストック、ヴラジヴォストーク、ヴラヂヴォストーク、ウラディヴォストーク、ヴラヂヴォストーク（ソビエト科学アカデミーによる公式な日本語表記）、ウラジヴァストークなどがある。
上述の通り、本来のロシア語での造語としてはウラジ・オストク（ヴラディ・ヴォストーク）が正しいが、日本ではたびたび「ウラジオ・ストク」と異分析され、明治時代以降浦塩斯徳（または浦潮斯徳）と当て字された。通称は「浦塩（浦潮）／ウラジオ」と略され、気象通報でも以前は「ウラジオ」と呼称されていた。
中国語では清国の領土であった時代の呼称である海参崴と表記される他（後述）、ロシア語名の音訳である符拉迪沃斯托克の表記も使われる。

## 地理
ウラジオストク市は沿海地方南部のピョートル大帝湾の南にあり、平地が少なく坂の多い港町である。日本海に突き出したムラヴィヨフ・アムールスキー半島（長さ30キロメートル、幅12キロメートル、ニコライ・ムラヴィヨフ＝アムールスキーに由来する）南端部の北緯43度7分、東経131度51分に位置し、ロシア海軍の太平洋艦隊の基地が置かれる軍港都市でもある。

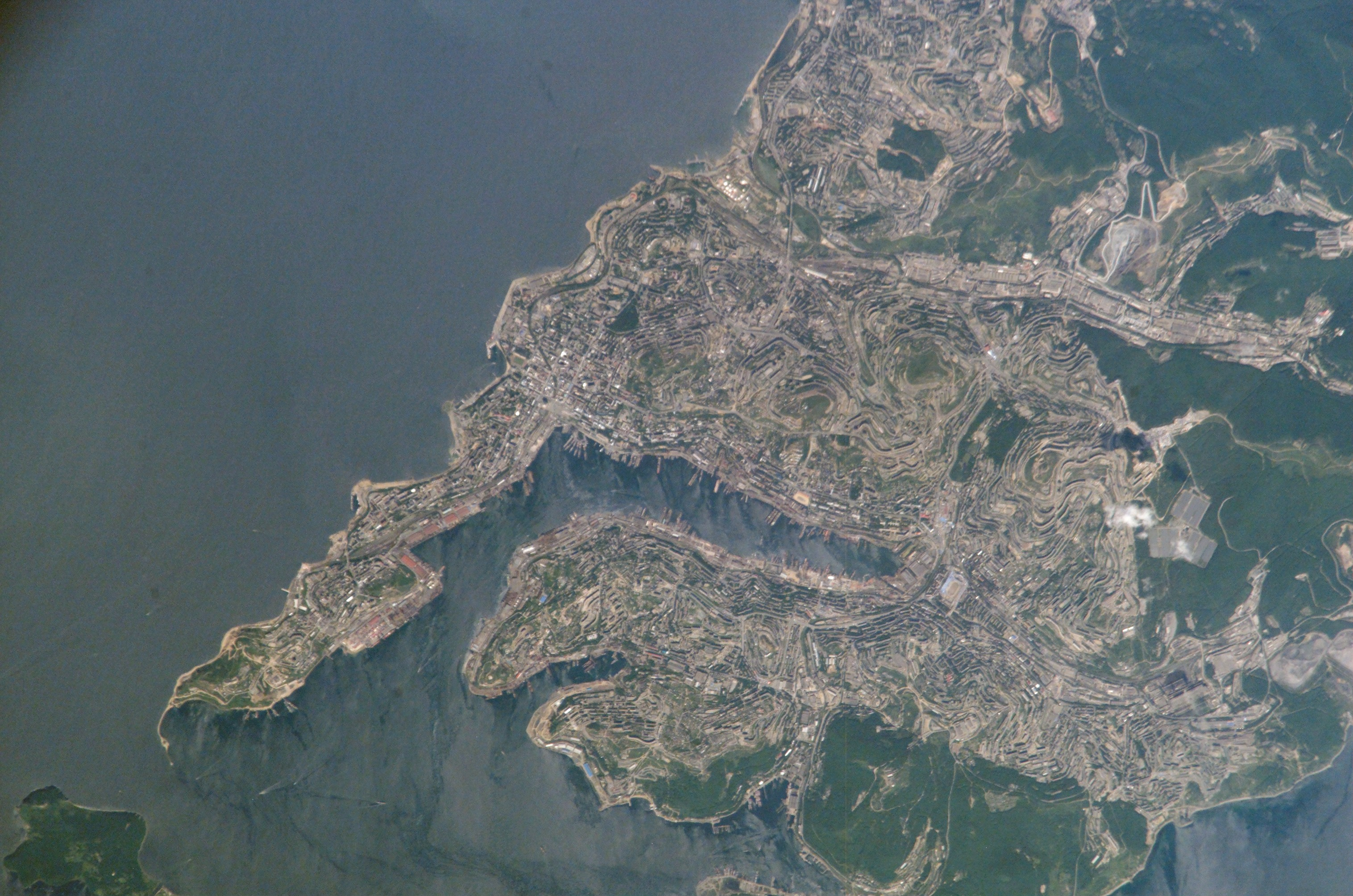
ウラジオストクの衛星画像

丘陵上の市街に囲まれるようにして金角湾が半島に切れ込んでおり、天然の良港になっている。街の中心部は金角湾の奥にある。南には東ボスポラス海峡をはさんで軍用地や保養所などのあるルースキー島が浮かぶ。

### 民族構成
ウラジオストクを含む沿海地方やハバロフスク地方は、19世紀末からウクライナ人の入植者が多く、緑ウクライナとも呼ばれていた。現在はロシア系とウクライナ系が大多数を占める。2010年の全ロシア国勢調査によると、ウラジオストクには70以上の民族が住んでおり、その中で最も多いのは475,200人のロシア人で、10,474人のウクライナ人、7,109人のウズベク人、4,192人の高麗人、2,446人の中国人、2,295人のタタール人、1,642人のベラルーシ人、1,635人のアルメニア人、1,635人のアゼリー人、その他1,252人と続いている。
調査によると、2002年以降、都市の民族構成が変化し、ウズベク人のシェアは14.4倍に増加し、中国人とタジク人のシェアは5.4倍、キルギス人は8.5倍、高麗人は1.6倍に増加した。沿海地方の高麗人の半数以上は、ウラジオストクとウスリースクの2つの都市に居住している。沿海地方のウズベキスタン人の80%以上がウラジオストクに住んでいる。前述のように、ウクライナ人、ベラルーシ人、ロシア人、タタール人の割合は減少している。また、近年の建設ラッシュに合わせ、北朝鮮や中央アジア各地からの労働者が建設業などに携わっている。ロシア革命前後には日系人が6,000人ほど在住し、日本人街が形成されていた。戦後は外国人の立ち入りを禁止する閉鎖都市であった時代が長く、2011年現在、外務省へ届け出ている在留邦人（日本国籍所有者）は104人にすぎない。

### 宗教施設
ロシア正教会が多いが、そのほとんどはソビエト連邦時代に共産主義の宗教否定により破壊され、ソビエト連邦の崩壊後に再建されたものである。その他のキリスト教としてはカトリック教会、ルーテル教会、アルメニア正教会がある。ほかの宗教施設としてはユダヤ教のシナゴーグ、イスラム教のモスク、チベット仏教の施設がある。

### 標準時
この地域は、ウラジオストク時間の標準時を使用している。時差はUTC+10で、夏時間はない。2011年3月までは冬時間がUTC+10で夏時間がUTC+11であったが、同年3月からは夏時間を標準時とする形で夏時間制が廃止された。そして2014年10月から、通年UTC+10となった。

## 気候
ケッペンの気候区分によると、ウラジオストクは亜寒帯冬季少雨気候または湿潤大陸性気候に属する。寒暖の差が大きく気温の年較差、日較差が大きい顕著な大陸性気候である。
冬季は乾燥しており、基本的に晴天が続く。沿岸都市であるにもかかわらず、1月の平均気温は-11.9℃と、日本でもっとも寒い陸別町の1月の平均気温-11.1℃よりも低い（平均最低気温は陸別町が-19.6℃と、4.6℃低い）。

夏季は湿度が高く、年間降水量の70%が集中している。晴天の日には高温になることもある。
| ウラジオストク(1991～2020)の気候 | ウラジオストク(1991～2020)の気候 | ウラジオストク(1991～2020)の気候 | ウラジオストク(1991～2020)の気候 | ウラジオストク(1991～2020)の気候 | ウラジオストク(1991～2020)の気候 | ウラジオストク(1991～2020)の気候 | ウラジオストク(1991～2020)の気候 | ウラジオストク(1991～2020)の気候 | ウラジオストク(1991～2020)の気候 | ウラジオストク(1991～2020)の気候 | ウラジオストク(1991～2020)の気候 | ウラジオストク(1991～2020)の気候 | ウラジオストク(1991～2020)の気候 |
| 月                               | 1月                              | 2月                              | 3月                              | 4月                              | 5月                              | 6月                              | 7月                              | 8月                              | 9月                              | 10月                             | 11月                             | 12月                             | 年                               |
| -------------------------------- | -------------------------------- | -------------------------------- | -------------------------------- | -------------------------------- | -------------------------------- | -------------------------------- | -------------------------------- | -------------------------------- | -------------------------------- | -------------------------------- | -------------------------------- | -------------------------------- | -------------------------------- |
| 最高気温記録 °C （°F）           | 5.0 (41)                         | 9.9 (49.8)                       | 19.4 (66.9)                      | 27.7 (81.9)                      | 29.5 (85.1)                      | 31.8 (89.2)                      | 33.6 (92.5)                      | 32.6 (90.7)                      | 30.0 (86)                        | 23.4 (74.1)                      | 17.5 (63.5)                      | 9.4 (48.9)                       | 33.6 (92.5)                      |
| 平均最高気温 °C （°F）           | −7.8 (18)                        | −3.8 (25.2)                      | 2.7 (36.9)                       | 10.1 (50.2)                      | 14.9 (58.8)                      | 17.9 (64.2)                      | 21.6 (70.9)                      | 23.3 (73.9)                      | 20.1 (68.2)                      | 13.2 (55.8)                      | 3.3 (37.9)                       | −5.4 (22.3)                      | 9.2 (48.6)                       |
| 日平均気温 °C （°F）             | −11.9 (10.6)                     | −8.1 (17.4)                      | −1.5 (29.3)                      | 5.3 (41.5)                       | 10.0 (50)                        | 13.8 (56.8)                      | 18.1 (64.6)                      | 20.0 (68)                        | 16.3 (61.3)                      | 9.2 (48.6)                       | −0.7 (30.7)                      | −9.2 (15.4)                      | 5.1 (41.2)                       |
| 平均最低気温 °C （°F）           | −15.0 (5)                        | −11.3 (11.7)                     | −4.5 (23.9)                      | 2.1 (35.8)                       | 7.0 (44.6)                       | 11.3 (52.3)                      | 16.1 (61)                        | 17.9 (64.2)                      | 13.5 (56.3)                      | 6.2 (43.2)                       | −3.5 (25.7)                      | −12.0 (10.4)                     | 2.3 (36.1)                       |
| 最低気温記録 °C （°F）           | −31.4 (−24.5)                    | −28.9 (−20)                      | −21.3 (−6.3)                     | −7.8 (18)                        | −0.8 (30.6)                      | 3.7 (38.7)                       | 8.7 (47.7)                       | 10.1 (50.2)                      | 1.3 (34.3)                       | −9.7 (14.5)                      | −20 (−4)                         | −28.1 (−18.6)                    | −31.4 (−24.5)                    |
| 降水量 mm （inch）               | 12.4 (0.488)                     | 16.1 (0.634)                     | 26.9 (1.059)                     | 43.2 (1.701)                     | 97.4 (3.835)                     | 104.6 (4.118)                    | 158.9 (6.256)                    | 176.1 (6.933)                    | 103.3 (4.067)                    | 67.4 (2.654)                     | 36.2 (1.425)                     | 19.2 (0.756)                     | 861.7 (33.926)                   |
| % 湿度                           | 58                               | 57                               | 60                               | 67                               | 76                               | 87                               | 92                               | 87                               | 77                               | 65                               | 60                               | 60                               | 70.5                             |
| [ 要出典 ]                       |                                  |                                  |                                  |                                  |                                  |                                  |                                  |                                  |                                  |                                  |                                  |                                  |                                  |

## 歴史

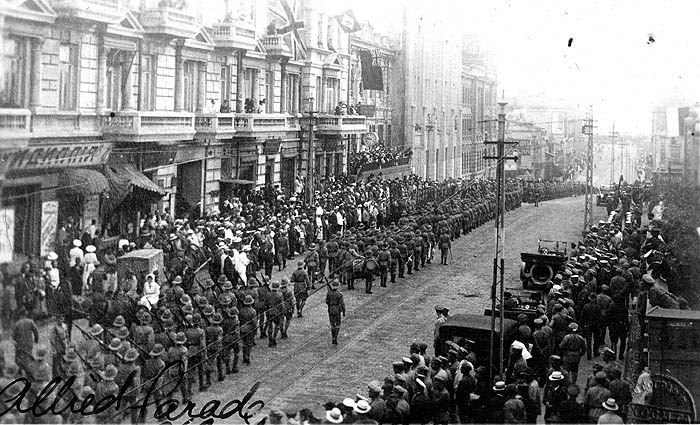
1918年、ウラジオストクでパレードを行う各国の干渉軍

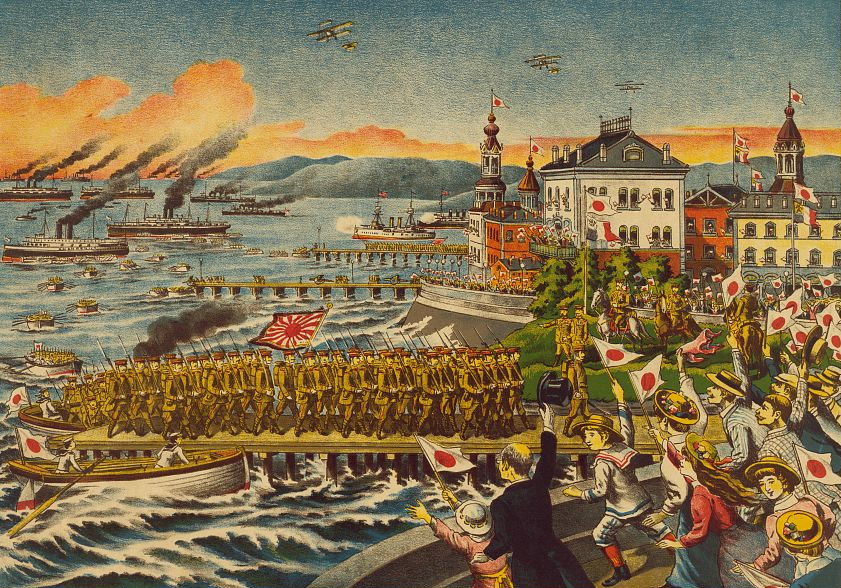
シベリア出兵を伝える日本の画報（救露討独遠征軍画報）

### 石器時代
古来よりツングース系民族が住んでいたと考えられている。2万年前に日本から運ばれた隠岐産の黒曜石などが発掘されている。

### 渤海
7世紀末から10世紀初頭は渤海国の領域であった。アルセーニエフ沿海地方州立博物館には、渤海国時代の遺跡から発掘された文化財が展示されている。

### 遼
内モンゴルを中心に支配した契丹人（キタイ人）や耶律氏（ヤリュート氏）の征服王朝の領域であった。遼王朝は916年から1125年まで続いた。

### 金
12世紀初頭から13世紀初頭は、中国の北半を支配した女真族の金王朝の支配領域であった。

### 元
元の時代、現在のウラジオストクにあたる地域は永明城（永遠の光の都市（City of Eternal Light）の意）と呼ばれていた。

### 明
明の時代、永楽帝が奴児干都指揮使司を設立、東北地方を支配する機関として「奴児干都司」が設置された重要な要衝地となっている。

### 清
清の時代、外満洲（がいまんしゅう、英: Outer Manchuria）と呼ばれていた地域の中で、現在のウラジオストクにあたる地域は海參崴（「海辺の小さな村」の意）と呼ばれていた。外満洲は、1858年のアイグン条約と1860年の北京条約によって、清からロシア帝国に割譲された。

### ロシア帝国時代
ロシア帝国は1860年に北京条約によって外満洲を清から獲得し沿海州を設置して、その南部にウラジオストクの街を建設した。ロシア人のほかドイツ人、デンマーク人、イギリス人も都市の建設に携わった。
イザベラ・バードの朝鮮紀行によれば、1860年に測量を開始、1863年にオークやマツの大木を切り払い仮設小屋を建て始めた際には、野生のアムールトラによる被害が出た。1878年にニコラエフスクから海軍施設を移設すると人口は増加し、1897年には、朝鮮人や中国人などの民間人を含め25,000人規模の都市となった。1880年以降、黒海沿岸オデッサとの間に義勇艦隊が定期航路を開設し、ウクライナから農業開拓移住者を運んだ。
19世紀末、日本海を通じての太平洋への玄関口として、また北に位置するロシアが悲願とする不凍港として極東における重要な港町に位置づけられた。1878年にニコライエフスクから海軍が移駐、ロシア帝国海軍バルト艦隊、太平洋艦隊の分遣隊が置かれた。これは、のちに強化されてウラジオストク巡洋艦隊となった。ウラジオストクには造船所やドックが建造されたが、これができるまでロシア極東にはまともな艦船の整備施設がなく、日本の施設に依存していた。
日露戦争時には、ウラジオストク巡洋艦隊は通商破壊に活躍し、黄海海戦ののち旅順艦隊の残存艦はウラジオストク巡洋艦隊に合流した。日露戦争後はその構成艦船の主要なものがほとんどバルト海へ帰還し、太平洋艦隊はシベリア小艦隊に縮小された。
- 1904年9月、ウラジオストクから東清鉄道を経由し中国のハルビンを通ってモスクワとをつなぐシベリア鉄道が開通。
- 1912年、日本とウラジオストク航路に接続する国際列車が新橋駅（1914年からは東京駅） - 金ヶ崎駅（のちに敦賀港駅に改称）で運行を開始（ボート・トレイン）。
- 1916年、ハバロフスクを経由する現在のルートのシベリア鉄道が開通。

### 日本占領～極東共和国時代
ロシア革命の勃発により、第一次世界大戦の連合国（大日本帝国・イギリス帝国・アメリカ合衆国・カナダ・フランス・イタリア王国・中華民国）が干渉戦争としてシベリアへ出兵することが決まり、
まず1918年（大正7年）4月5日、日英の陸戦隊がウラジオストクに上陸。同年夏には37,000人の大日本帝国陸海軍が上陸。その後、その他連合国の少数の干渉軍が上陸した（シベリア出兵）。しかし、1918年11月に起こったドイツ革命によって第一次世界大戦は停戦したため、これによってシベリア出兵の目的を喪失した他の連合国軍は1920年に相次いで撤兵したが、その後も日本軍だけは事後処理を名目に駐留を続行した。日本出兵部隊の本部は現在の「沿海地方内務局ビル」内にあった。
日本は当初のウラジオストクより先に進軍しないという規約を無視し、ボリシェヴィキが組織した赤軍や労働者、農民によるパルチザンとの戦闘を繰り返しながら、北樺太、沿海州や満州を鉄道沿いにバイカル湖東部まで侵攻し、最終的にバイカル湖西部のイルクーツクにまで占領地を拡大。ウラジオストクからイルクーツク以東を1918年から1922年にわたって占領した。ウラジオストクには1920年から1922年の間、極東共和国の支配下にあり、各地から白系ロシア人が押し寄せたため、市の人口は97,000人から41万人までに増加した。1922年10月25日、最後の日本軍部隊が撤収し、ウラジオストクは赤軍の支配下に入った。市の人口は10万8,000人にまで減少した。

### ソ連時代
1935年、それまであった小規模な艦隊を拡張する形で、ウラジオストクを本部とするソビエト連邦海軍太平洋艦隊が創設された。ソビエト連邦時代の1938年には、沿海州を改組した沿海地方の州都となるとともに、軍港として重視されるようになった。
その後、第二次世界大戦（太平洋戦争、大東亜戦争〈日〉・大祖国戦争〈ソ〉）後、市内には第13収容地区（ラーゲリ）が設置されて、シベリア抑留された日本人捕虜が労働を強いられた。過酷な生活と環境の中で倒れた者のために日本人墓地も作られた。その後、冷戦に入ると国際都市から一変。1958年からソ連が崩壊する1991年まで、ごく一部を除いて外国人の居住と、ソ連国民を含む市外居住者の立ち入りが禁止された閉鎖都市とされた。その間、ウラジオストクの代わりにナホトカが日本を含む外国との貿易港として、そしてシベリア鉄道の始発駅として機能した。そのため、日本国総領事館もナホトカに移転していた。

### ロシア連邦時代
ソビエト連邦の崩壊後の1992年、ウラジオストクが閉鎖都市の指定から解除され、1993年には日本国総領事館がナホトカからウラジオストクへ移転した。民間旅客航空会社のウラジオストク航空が誕生し、日本の新潟空港、富山空港、関西国際空港、北九州空港、成田国際空港との間に定期便が就航していたが、サハリン航空と合併してオーロラとなった。2017年10月現在、ウラジオストクから日本への直行便は週10便ある。オーロラの成田-ウラジオストク便が週3便、S7航空の成田便が週4便、新千歳空港便が週3便である。
2012年9月にはルースキー島でロシアAPECが開催され、首脳会議の会場となった。APEC終了後に極東連邦大学がその会場の建物に移転した。
ロシア政府はAPEC開催に備える形でルースキー島連絡橋の建設やウラジオストク国際空港の改修を行うなど、ウラジオストクに対して総額約6,000億ルーブル（1兆6500億円）の莫大なインフラ投資を実施した。ルースキー島はリゾート地化を目的として大規模な開発が進められており、リゾートホテルやプリモルスキー・オケアナリウム水族館ができている。
2017年8月より無料の電子査証での訪問が可能となった。2010年代後半には「日本から一番近いヨーロッパ」として注目され、ウラジオストクを訪れた日本人観光客は例年7,000-10,000人程度で推移していたが、2017年に18,000人を超えた。しかし、2020年代初頭のSARSコロナウイルス2流行による世界各国の出入国規制やウクライナ戦争などが原因で、ウラジオストクを訪れる観光ブームの機運はしぼんだ。

## 産業
おもな産業は造船業と漁業、軍港関連産業である。ソ連崩壊後は日本などからの中古車輸入が盛んとなり、極東における一大市場となっている。経済的にはインフラ整備の遅れが問題になっていたが、2012年のAPEC開催が決まったことで大規模な公共事業が実施され、急速に整備が進んだ。
現在は自動車産業を積極的に誘致している。2009年12月にソラーズがロシア極東地区初の自動車工場として操業を開始したほか、マツダやトヨタ自動車など外資系メーカーの進出も進んでいる。また、ガスプロムと日系企業によるLNG生産プラントの建設が計画されている。
ロシア極東部への外国投資を促すのが主目的の国際会議「東方経済フォーラム」が、2015年から毎年9月にウラジオストクで開かれている。

## 交通

### 道路

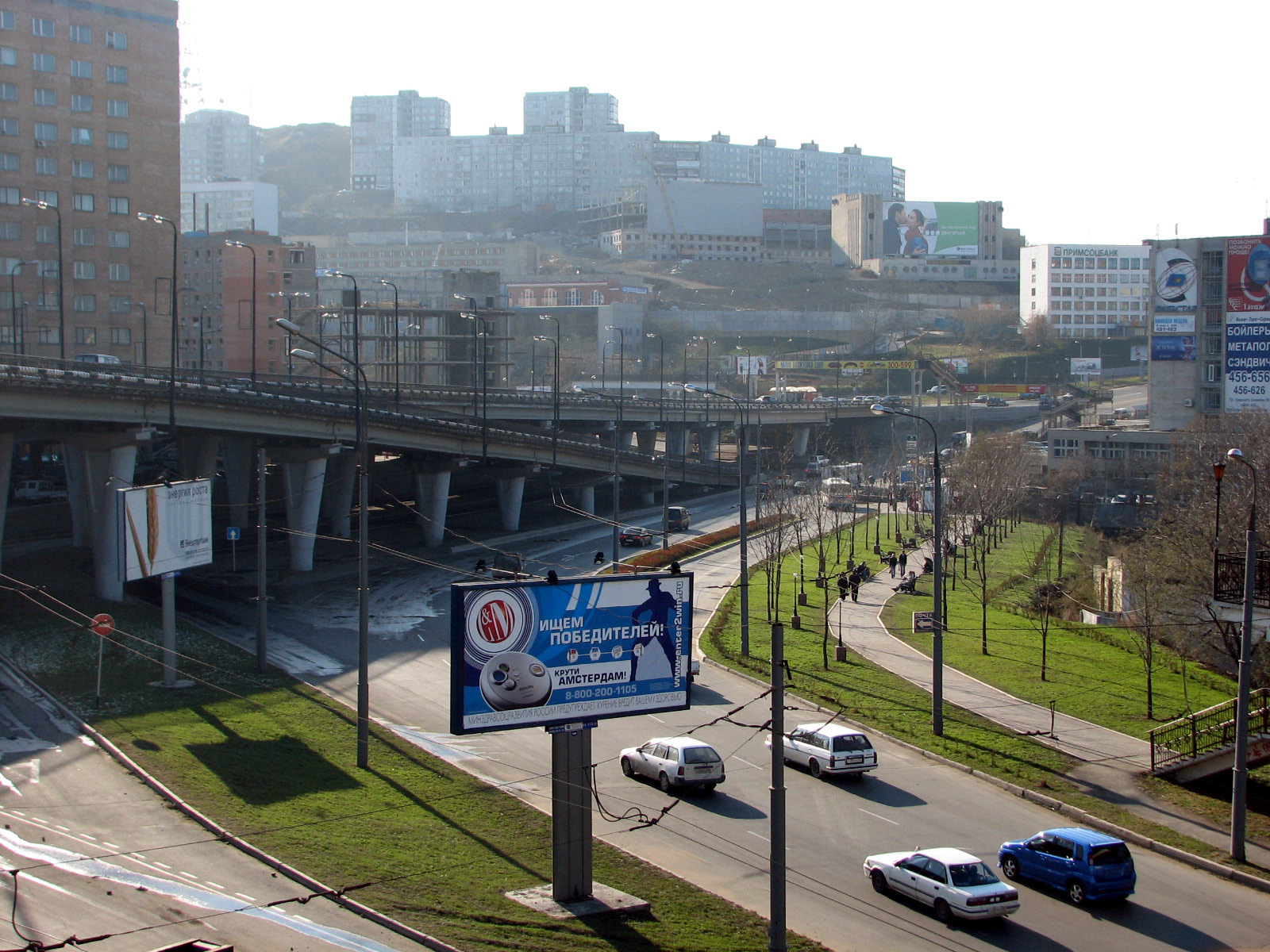
ゴーゴリ通り

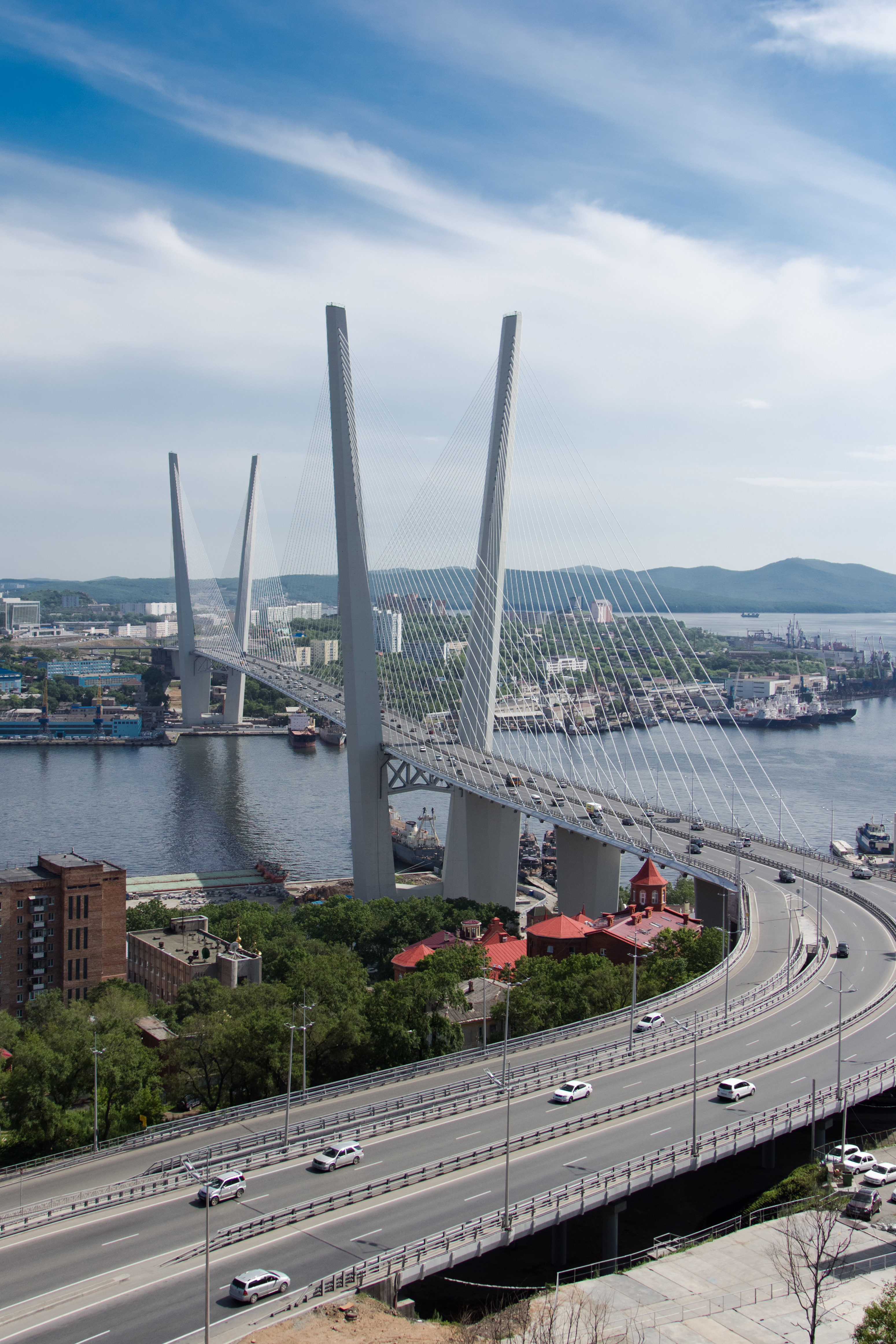
金角湾横断橋

市外との主要道路は、北方面へのM60幹線道路（ウラジオストク - ハバロフスク、別名：ウスリー幹線道路）が本市を起点としており、この道路はシベリア横断道路（ノヴォシビルスクなどを経てモスクワとサンクトペテルブルクへ）の最東端になっている。また、東方面にナホトカへの道路、南方面へハサンへの道路（さらに北朝鮮の国境を経て清津へ）もある。

### 鉄道
美しい駅舎を構えるウラジオストク駅はシベリア鉄道の東方の始発駅である。
- 長距離列車としては、モスクワ行き、ノボシビルスク行き、ハバロフスク行きがある。
- 近距離列車としては、ナホトカ行きがある。
- シベリア鉄道はウラジオストク市内では区間ローカル列車（エレクトリーチカ）を運行しており市内交通の一翼を担っているが、本数は多くない。
- 2012年7月下旬、ウラジオストク駅とウラジオストク国際空港を54分で結ぶアエロエクスプレスが運行を開始。空港からウラジオストク駅へは、2019年時点で5本、ウラジオストク駅から空港までは5本ずつしかなく、運行本数が少ないため注意が必要。

### 航空
ウラジオストク国際空港が、市の中心部から北に50キロメートルほどのアルチョーム市にあり、ロシア国内の主要都市と日本（東京、札幌、大阪）、韓国（ソウル、釜山、大邱）、中国（北京、天津、ハルビン、上海、香港など）、北朝鮮（平壌）、台湾（台北）、タイ王国（バンコク）に就航している。韓国にはLCCも就航している。
航空便は2008年ごろには日本との直行便は最大で4都市（新潟・富山・北九州）・週10便前後も運航していたが、2011年には1都市（東京／成田）・週2便に減少した。その後は2012年のAPEC開催を契機に、成田空港との間にS7航空の直行便が就航した。
2017年春からは東京／成田はオーロラ航空も参入し、毎日1往復と観光ビザ緩和でかつての賑わいを取り戻すようになった。2018年5月25日より再開した新潟へは夏期のみの期間就航となっている。2018年12月からウラル航空により新千歳空港にも就航を開始した。2019年夏からは、季節限定便としてS7航空が関西空港へ週2便運航している。
日本航空は2020年2月26日から、当初は週3往復、夏ダイヤが始まる3月29日からは週7往復のデイリー運航に増便する見通しで、機材はボーイング737-800型機（2クラス144席：ビジネス12席、エコノミー132席）を使う。全日空は2020年3月16日より成田から週に2往復運航することが決定した。機材はエアバスA320neo（2クラス146席：ビジネス8席、エコノミー138席）を投入するとしている。

### 船舶
軍港で有名なウラジオストク港は国際貿易港でもあり、各地への航路が開かれている。
- 阪急阪神エクスプレスが、2021年1月からシベリア鉄道を利用してポーランド着の「Sea＆Rail定期混載サービス」を開始。東京、名古屋、神戸の各コンテナ・フレイト・ステーションから搬入した荷物を富山コンテナ・フレイト・ステーションで混載貨物に仕立て、富山新港からウラジオストク港へと海上輸送を行い、ウラジオストク駅からシベリア鉄道でポーランドのクトノ駅へと輸送したのち、クトノ駅から欧州代理店ポーランドのポズナンコンテナ・フレイト・ステーションに保税転送し、陸上輸送でポーランド国内やドイツ、オーストリアやチェコなど欧州全域に配送を開始した。
- 2020年9月21日、韓国のドゥウォン商船が京都府舞鶴港から韓国浦項市経由で週1便の貨客定期航路を運航していたが、2021年2月1日付けで廃止となった。
- かつて韓国のDBSクルーズフェリーが鳥取県境港と舞鶴港の間に韓国東海市経由で運航していたが、2020年2月で廃止となった。
- さらに以前は日本への定期旅客船としてルーシ号が富山県高岡市の伏木港との間に就航していたが、2009年12月で廃止となった。
- 金角湾には観光用の遊覧船がある。

### 市内公共交通

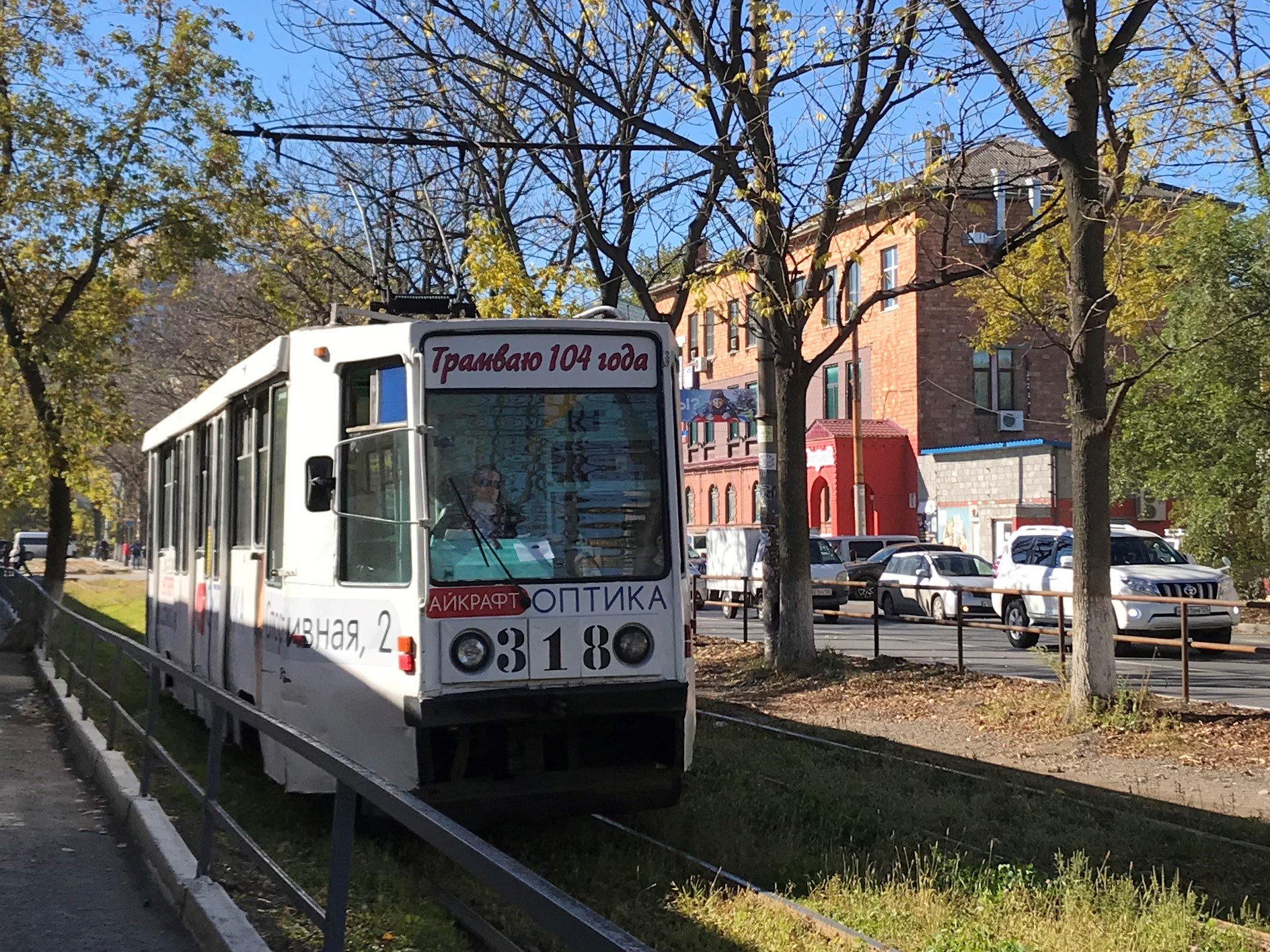
ウラジオストク市電

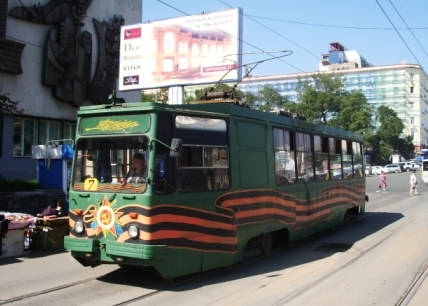
ウラジオストク市電

- 路線バスは、小型車両のマルシュルートカ（乗合タクシー）と韓国製の大型車両の両方が運行している。
- ウラジオストク市電（路面電車）もかつては複数路線を有していたが、2019年9月現在はウラジオストク駅より東約5キロメートルの地点にあるキタイスキー市場を経由して、北部のミンヌイ・ゴロドク電停（Минный городок）と東部のサハリンスカヤ電停（Сахалинская）を結ぶ6番系統の1路線のみが現存する。
- トロリーバスはフタラヤ・レーチカ駅およびバスターミナルのそばにある停留所発着の2系統のみとなっている。トロリーバス（フタラヤ・レーチカ駅付近）

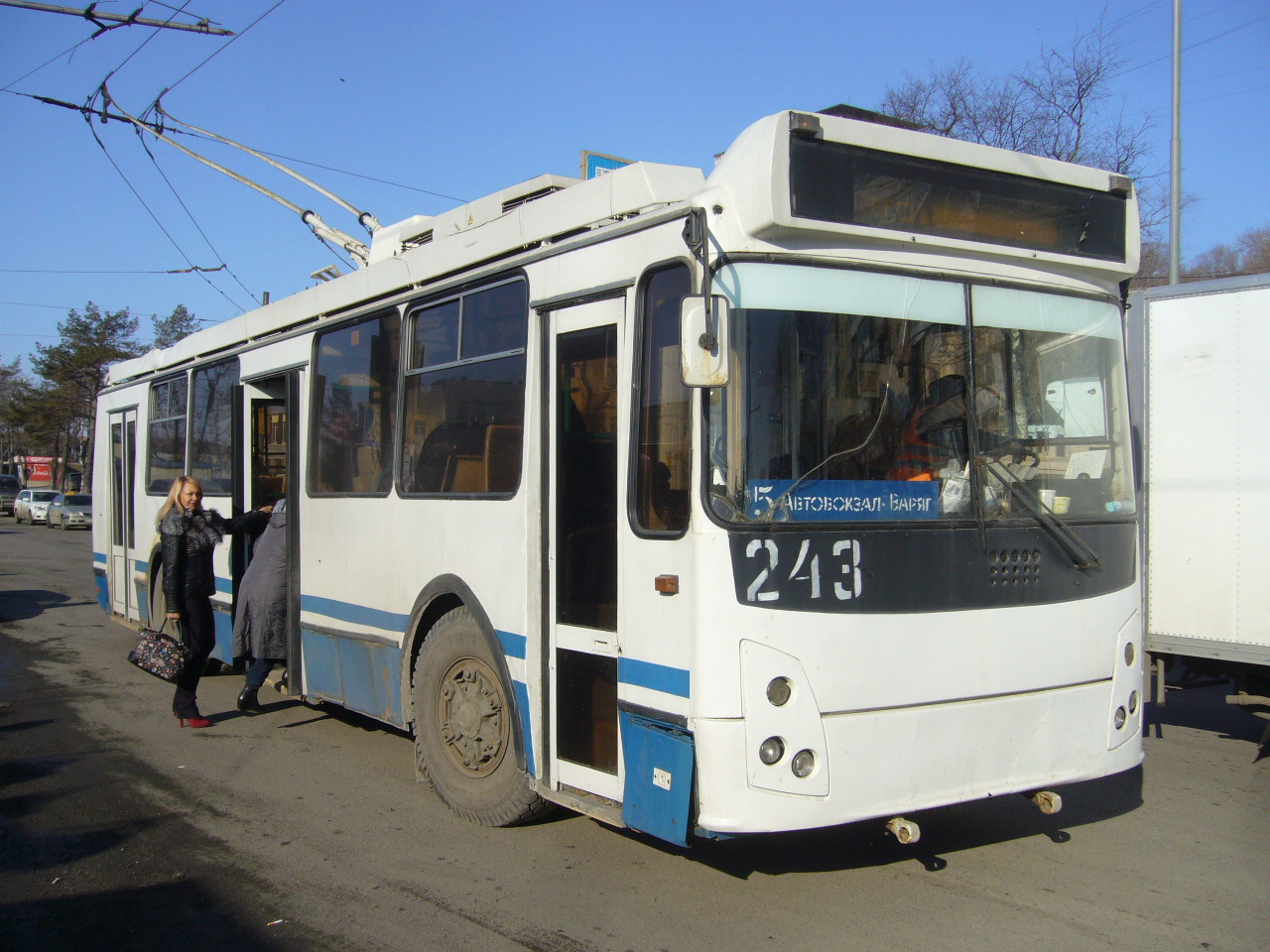
トロリーバス（フタラヤ・レーチカ駅付近）

- 金角湾を望む鷲の巣展望台（英語版）には、市民の足としてのケーブルカーが敷設されている。

## 名所・観光地

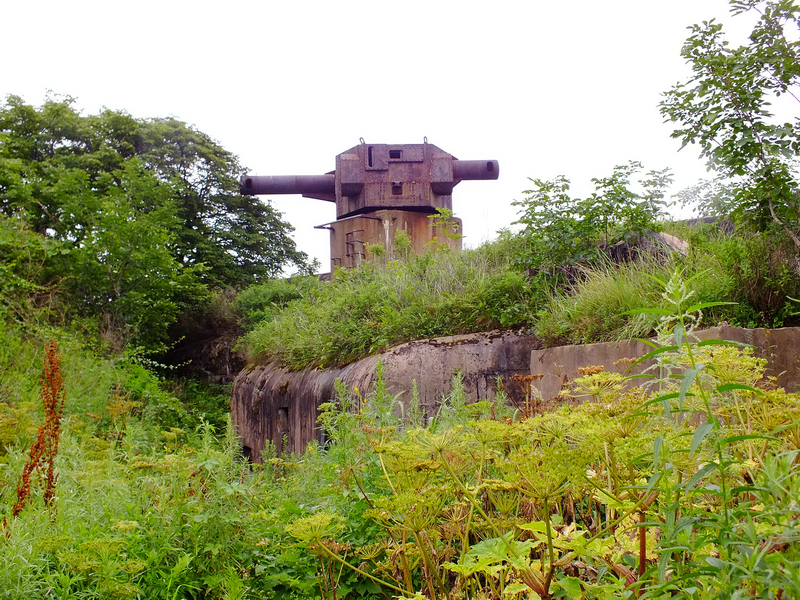
第10要塞に残されている測距儀

- スヴェトランスカヤ通り - ウラジオストク随一の繁華街。
- アドミラーラ・フォーキナ通り（噴水通り）
- 革命の闘士の広場（中央広場）
- ミリオンカ街
- ボリショイグム
- グム・オールド・コートヤード
- マールィグム
- 鷲の巣展望台（Видовая Площадка）
- 金角湾遊覧船
- 黄金橋
- マリインスキー劇場沿海州別館 - クラシックバレエやオペラの公演が行われている。
- ウラジオストク　サーカス
- 人形劇場
- 沿海地方ゴーリキー劇場
- 沿海地方プーシキン劇場
- 沿海地方州立美術館
- アルセーニエフ沿海地方州立博物館
- アルセーニエフの家記念館
- スハノフの家記念館
- ウラジオストク市立博物館
- 自動車博物館 - クラッシックカーや過去に使用されていた軍用車両の展示施設。
- ウラジオストク要塞博物館（Vladivostok Fortress）
- 太平洋艦隊の軍事歴史博物館 -  S-56潜水艦、記念艦クラスヌイ・ヴィンペル、日露戦争英雄記念碑などが展示されている。
- ニコライ2世凱旋門
- アンドレイ教会
- ワシリー・オシェプコフと嘉納治五郎の銅像
- スポーツ湾
- スパソ・プレオブラジェンスキー大聖堂
- パクロフスキー教会
- カリナモール - ロシア極東最大のショッピングモール（地元ロシアをはじめ、イタリア・スペイン・ドイツ・スウェーデン・イギリス・アメリカ・トルコなどのファストファッションのチェーン店がテナントとして入居している）。
- プリモリエ・エンタテイメントゾーン - 近郊のアルチョーム市にあるカジノを中心とした娯楽施設群。
- ルースキー島 - ルースキー島連絡橋、沿海州海洋博物館、プリモルスキー・オケアナリウム水族館など。

## 教育

### 大学
ウラジオストクにある大学は、
- 極東連邦大学（ロシア語: Дальневосточный федеральный университет, 英語: Far Eastern Federal University）
- 極東技術大学（Far Eastren State Technical University）
- 国立海事大学（Maritime State University）
- 極東国立水産技術大学（ロシア語: Дальневосточный государственный технический рыбохозяйственный университет, 英語: Far Eastern State Technical Fisheries University）
- ウラジオストク国立経済公務大学（Vladivostok State University of Economics and Service）
- 国立極東芸術大学（Far Eastern State Academy of Arts）- 1962年、極東芸術教育大学として創設された[20]。
- ウラジオストク国立医科大学（Vladivostok State Medical University）
- 太平洋国立経済大学（Pacific State University of Economics）

などがある。

### その他
- 東洋学院 (ウラジオストク)（ロシア語版） - 1899年に創設、1920年にГосударственный дальневосточный университет（ロシア語版）へ併合。日本語や中国語などの言語教育が行われた[21]。日本語学教師としては前田清次（ロシア語版）が知られる[22]。

## 文化
- 2016年1月1日、ウラジオストクにマリインスキー劇場沿海州別館が開場した。サンクトペテルブルクのマリインスキー劇場で活躍するオペラ歌手、クラシックバレエのダンサーが公演している。
- サンクトペテルブルクにあるエルミタージュ美術館の分館をウラジオストクに作る計画も検討されている。
- ロシアを代表するロックバンド、ムミー・トローリがデビューした街としても知られる。市内にはバンドの博物館も存在する。
- 黒澤明監督の映画『デルス・ウザーラ』（1975年公開）や、チョナン・カン（草彅剛）主演の映画『ホテルビーナス』（2004年公開）、前田敦子主演の映画『Seventh Code』（2014年公開）の撮影が行われた地である。

## ウラジオストクが舞台となった作品

### 小説
- 『死後の恋』『支那米の袋』『氷の涯』夢野久作著
- 『ミリオンカの女』『仕切られた女 ウラジオストク花暦』高城高著
- 『右ハンドル』ワシーリイ・アフチェンコ著、河尾基訳

### 紀行
- 『デルスウ・ウザーラ』ウラディミール・アルセーニエフ著、長谷川四郎訳

### 映画
- 『デルス・ウザーラ』（1975年公開、黒澤明監督。モスクワ国際映画祭で大賞、米国アカデミー賞で外国語映画賞）
- 『ホテルビーナス』（2004年公開、草彅剛主演。モスクワ国際映画祭のパースペクティブ部門で最優秀賞）
- 『タイフーン/TYPHOON』（2004年公開の韓国映画。チャン・ドンゴン主演）
- 『Seventh Code』（2014年公開、黒沢清監督、前田敦子主演。ローマ国際映画祭で最優秀監督賞）
- 『コップ・ベイビー』（2017年公開のロシア映画。山寺宏一が主役の声を担当する日本語吹替版はムービープラスにて配信中）

### テレビドラマ
- 浅見光彦シリーズ50「貴賓室の怪人」（中村俊介主演）
- 十津川警部シリーズ18「シベリア鉄道殺人事件」（渡瀬恒彦主演）

### バラエティ番組
- ダウンタウンのガキの使いやあらへんで!「ウラジオストクのウラジオストク中学の体育館裏で裏番長に裏拳で殴られてくる」
- 鶴瓶の家族に乾杯スペシャル～ロシア・ウラジオストク
- 世界ふれあい街歩き「極東のサンフランシスコ ウラジオストク／ロシア 」

### 漫画
- 『ゴールデンカムイ』野田サトル原作
- 『乾と巽 -ザバイカル戦記』『韃靼タイフーン』安彦良和原作
- 『普通の人でいいのに！』（講談社モーニング月例賞2020年5月期奨励賞）
- 『ウラジオストクで会いましょう』（講談社アフタヌーン四季賞2020秋 安野モヨコ特別賞）

### テレビアニメ
- 「DARKER THAN BLACK -流星の双子-」

### ゲームソフト
- 「メトロ エクソダス（Metro Exodus）」（シベリア鉄道沿線が舞台。ウラジオストクは拡張ロードマップにて対応）
- 「ハッピーライヴ ショウアップ！ 」

### ミュージックビデオ
- NGT48「世界の人へ」
- MABU「瞳のイルミネーション」「Heart On Fire」
- Heartbeat「Walkin'On Air」
- King Gnu「Teenager Forever」（常田大希出演部分のみ）
- チャラン・ポ・ランタン「コ・ロシア」
- THE YELLOW MONKEY「未来はみないで」
- mahina「everyday」（日本テレビ系『バズリズム02』オープニングテーマ）

### 写真集、カレンダーなど
- milet「Wonderland EP」（ジャケット写真）
- 中山莉子（私立恵比寿中学）「中山莉子の写真集。」
- KENN「Russian Blue」
- 染谷俊之「2020 カレンダー」
- Sexy Zone「カレンダー2020.4→2021.3」

## ウラジオストクにちなんだ命名

### 艦船
- ミストラル級強襲揚陸艦 - フランスに発注した強襲揚陸艦に命名されたが、2014年クリミア危機の影響でロシアへの引き渡しが中止となりキャンセル[23]。
- ヤーセン型原子力潜水艦 - 2020年起工分の潜水艦に命名[24]。

## 日本との関係

### ロシア帝国時代
ウラジオストクと日本の関係はウラジオストク創設の1860年以降に始まる。
- 1864年（元治元年） ロシア帝国政府から江戸幕府に対し、極東ロシアへの移民募集の依頼あり。
- 1866年（慶応2年） 江戸幕府はロシア領事から要望されていたシベリア開発の移民募集につき、それまでの不許可の方針を検討対象に変更。
- 1871年（明治4年） ウラジオストク - 長崎間に電信線が開通。
- 1876年（明治9年） 日本国政府貿易事務所が開設（1907年に領事館、1909年に総領事館に昇格）。
- 1877年（明治10年） 後に双日のもととなった鈴木商店がウラジオストクに支店を開設。
- 1886年（明治19年） 西本願寺は初めての海外布教所として浦潮本願寺を開設。
- 1890年代の始めに、長崎港 - ウラジオストク港航路に加え、神戸港からの定期航路が運航開始。
- 1891年（明治24年） シベリア鉄道敷設工事が開始。日本からの建設関係労働者の出稼ぎ移民が増加し、鉄道建設等の集団による契約移民も数回にわたり渡航した。
- 1892年（明治25年） 増大した在留邦人のために「浦潮斯徳同盟会」（会長・川辺虎）が結成される（1895年に「浦潮斯徳同胞会」、1906年に「浦潮斯徳居留民団」に改称）[25]。
- 1894年（明治27年） 浦潮本願寺の1室に日本人学校が開設。
- 1896年（明治29年） のちに双日のもととなった岩井商店がウラジオストクに支店を開設。
- 1902年（明治35年） 敦賀港とウラジオストク港との間に定期船の運航開始。その年、ロシア文学に傾倒していた二葉亭四迷は、ウラジオストクに3週間滞在したあとにシベリア鉄道でウラジオストク駅からモスクワへ向かった。当時、日本からヨーロッパ方面へ行く最短ルートとして外交官や留学生などの多くがシベリア鉄道を利用した。12月時点でのウラジオストク在住日本人の数は2,996人を達成していた。その多くは九州、特に長崎県の出身者が多かった。当時、街の中心部（ペキンスカヤ通り、コソイ通り、スイフンスカヤ通り、フォンタンナヤ通り）に日本人街ができて、商業活動が活発に行われ機能していた。
- 1904年（明治37年）2月8日 日露戦争が勃発。開戦直前、日本政府から引揚げ命令が出されたため、ロシア各地に居住していた日本人がウラジオストクに集結した。しかし、最終引揚げ船に間に合わなかった残留者が多数発生してしまった。浦潮本願寺の住職の太田覚眠は、ウラジオストク日本貿易事務官の川上俊彦からの即時帰国勧告を退け、本尊の阿弥陀如来像を背負い、シベリアを横断してロシア帝国により、ウラル山脈山中に監禁・抑留されていた800人ほどの日本人を救出し、日本に送還した。
- 1904年（明治37年）3月6日 上村彦之丞海軍中将が率いる日本海軍の第2艦隊は、装甲巡洋艦「出雲」「八雲」「吾妻」「磐手」「浅間」、防護巡洋艦「笠置」「吉野」がウスリー湾方面からウラジオストク港に接近して薄氷の外から造船場、砲台、市街地に向けて約50分間砲撃し、しばらくその海域に留まった。さらに支援の防護巡洋艦5隻と10隻の駆逐艦も集結した。
- 1905年（明治38年）9月4日 日露戦争終結によりポーツマス条約が締結され、その後、日本人がウラジオストクへ戻った。
- 1906年（明治39年） 大阪商船がウラジオストク線（小樽／新潟-ウラジオストク）を開設。
- 1907年（明治40年） ウラジオストクに日本の領事館が開設。長崎県の十八銀行が支店として松田銀行部を開設（のちに朝鮮銀行の浦塩支店が吸収）。ウラジオストクに持ち込まれる商品の13%が日本からのもので、日本人が経営する商店の数も54店舗までになっていた。店舗としては第一ギルドに所属していた「杉浦商店」「日本郵船会社」「日本九州茶業株式会社」「徳永商店」といった商社、また長崎、愛知、茨城、新潟、滋賀の各県出身の持ち主が第2級商店を経営していた。
- 1912年（明治45年） ウラジオストク航路に接続する国際列車が新橋駅（1914年からは東京駅）と金ヶ崎駅（1919年に敦賀港駅と改称）との間にボート・トレインが運航を開始。この年の5月、与謝野晶子はパリに滞在している夫の与謝野鉄幹に会いにいくためにウラジオストク駅からシベリア鉄道に乗車した。極東連邦大学東洋学院の敷地内には与謝野晶子の詩文が書かれた石碑があり、「巴里の君へ逢ひに行く」と刻まれている。
- 1913年（大正2年） 日本人学校がフォンタンナヤ通りの建物に移転。
- 1915年（大正4年） 当時カチューシャの唄で一世を風靡した女優の松井須磨子と演出家島村抱月がウラジオストクを訪れ、ロシアの劇団との合同講演を沿海地方プーシキン劇場で行い大好評を博した。
- 1915年（大正4年） 三重県津市の丁子屋がウラジオストクに支店を開き、ハルピン、イルクーツクなどの百貨店に既製服を卸す。

### 日本占領から極東共和国時代
- 1917年（大正6年） ロシア革命後にソビエト連邦による共産主義体制が成立したものの、ウラジオストクなどのロシア極東には統治がすぐに及ばなかった。12月、日本語による新聞浦潮日報が創刊。
- 1918年（大正7年） 日本を中心とした列強国によるシベリア出兵により日本からの軍艦がウラジオストク港へ到着し、伸べ73,000人の日本軍が上陸。その駐留する日本軍人に対し、ウラジオストク在住の日本人が商売を行った。また、ロシア革命により多くの白系ロシア人がウラジオストク港から船で日本へ亡命した。
- 1918年から1922年（大正11年）にかけて、日本がウラジオストクからバイカル湖に近いイルクーツク以東のシベリアを占領。日本出兵部隊の本部が現在の「沿海地方内務局ビル」内に駐屯していた。また、その年には横浜正金銀行の浦塩支店が開設。堀江商店、杉浦商店などの商社、精米業の妹尾商店、雑貨商の太田商店などが営業していた。
- 1920年ごろ（大正9-10年ごろ）には6,000人近くの日本人が暮らし、日本人による商店や企業が多数進出していたが、3月から5月にかけてアムール川の河口にあるニコラエフスク（現在のニコラエフスク・ナ・アムーレ）で赤軍パルチザンによる大規模な住民虐殺事件（尼港事件）が発生。
- 1922年（大正11年） 内閣総理大臣の加藤高明は6月23日の閣議で、この年の10月末日までの沿海州からの撤兵方針を決定し、翌日、日本政府声明として発表。撤兵は予定通り進められ10月25日に赤軍がウラジオストクに入った。

### ソ連時代
- 1924年（大正13年） 横浜正金銀行の浦塩支店が閉鎖し撤退。
- 1928年（昭和3年）7月末 歌舞伎の初の海外公演がウラジオストクで1週間行われ、その後モスクワに向けて出発した。
- 1931年（昭和6年）9月18日 満州事変が勃発。また、ソ連政府の共産主義政策により私有財産制度の廃止、市民個人の自由の制限などで日ソ関係が悪化。日本人の帰国が多くなり、日本人学校が閉鎖となる。
- 1937年（昭和12年） ソ連政府の命令により、領事官員を除くウラジオストク在住の日本人全員が帰国することとなった。4月13日に浦潮本願寺は閉鎖となり、仏像・仏具とともに尼港事件やシベリア出兵時に死亡した兵士および日本人移民の遺骨94柱が、船舶「シベリア丸」で日本へ帰国した。
- 1945年（昭和20年） 第二次世界大戦終了後に捕虜となった日本人の兵士によって、1940年代後半にナベレジナヤ通りのロタンダやディナモ競技場が建設された。

しかし、その後の東西冷戦期のウラジオストクは前述のように高度な軍事機密に関わる軍港として閉鎖都市となり、日露（日ソ）間の航路もナホトカに移動され、ほかのすべての外国人と同様、日本人にとってウラジオストクを訪れることができない状態がソ連崩壊後まで続いた。1909-1922年、1925-1946年、および1993年以降、在ウラジオストク日本国総領事館が設置されている（不在期間の後者は、東西冷戦期である）。

### ロシア連邦時代
現在のウラジオストク市内では日本から輸入した右ハンドルの中古車が数多く走っており、その比率はおよそ9割以上である。一時期、およそ10万人が車輸入販売、修理、洗車などの中古車関連ビジネスに従事していたという。2009年1月よりロシア政府が自国自動車産業の保護を目的とし輸入車の関税を大幅に引き上げたため、地元では大きな影響が出ている。
日本との地理的な近さ（東京からはソウルよりも近い）などから日本語教育が非常に盛んであり、市内の各大学や高校などでは日本語教育が行われている。また、同時にロシア語を学ぶ日本人留学生も少なくない。2017年8月8日よりウラジオストク域内では電子ビザでの滞在が可能となり、渡航日の4日前にネット上で申請することで無料でビザ取得が可能となった。

## 進出している主な日系企業・団体
- 商船三井
- 三菱UFJ銀行
- 北海道銀行
- 日野自動車
- トヨタ自動車
- マツダ
- 島津製作所
- 丸紅
- 住友商事
- 三井物産
- ウラジオストク日本センター
- NHKウラジオストク支局
- 共同通信ウラジオストク支局
- 朝日新聞ウラジオストク支局

## 姉妹都市
- 新潟県新潟市
- 秋田県秋田市
- 北海道函館市
- サンディエゴ市（アメリカ合衆国）
- タコマ市（アメリカ合衆国）
- 釜山広域市（大韓民国）
- 大連市（中華人民共和国）
- 元山市（朝鮮民主主義人民共和国）
- ウラジカフカス（ロシア）